# Hardwickia binata
Hardwickia binata är en ärtväxtart som beskrevs av William Roxburgh. Hardwickia binata ingår i släktet Hardwickia och familjen ärtväxter. Inga underarter finns listade i Catalogue of Life.